# Cardiodactylus pentecotensis
Cardiodactylus pentecotensis is een rechtvleugelig insect uit de familie krekels (Gryllidae). De wetenschappelijke naam van deze soort is voor het eerst geldig gepubliceerd in 2009 door Robillard.